# Dangʻara
Dangʻara ist eine Siedlung städtischen Typs (shaharcha) in der usbekischen Viloyat Fargʻona im Ferghanatal und Hauptort des gleichnamigen Bezirks.
Der Ort liegt etwa 75 km nordwestlich der Viloyathauptstadt Fargʻona und direkt nördlich der bezirksfreien Stadt Qoʻqon.
Im Jahr 1979 erhielt Dangʻara den Status einer Siedlung städtischen Typs. Gemäß der Bevölkerungszählung 1989 hatte der Ort 7983 Einwohner, einer Berechnung für 2000 zufolge betrug die Einwohnerzahl 8800.